# Comuna Buda-Vorobiivska, Novhorod-Siverskîi
Buda-Vorobiivska (în ucraineană Буда-Вороб'ївська) este o comună în raionul Novhorod-Siverskîi, regiunea Cernihiv, Ucraina, formată din satele Andriivka, Buda-Vorobiivska (reședința), Iamne și Krasnîi Hutir.

## Demografie
Componența lingvistică a comunei Buda-Vorobiivska
     Ucraineană (63,25%)
     Rusă (36,75%)
Conform recensământului din 2001, majoritatea populației comunei Buda-Vorobiivska era vorbitoare de ucraineană (63,25%), existând în minoritate și vorbitori de rusă (36,75%).